# Cutscene

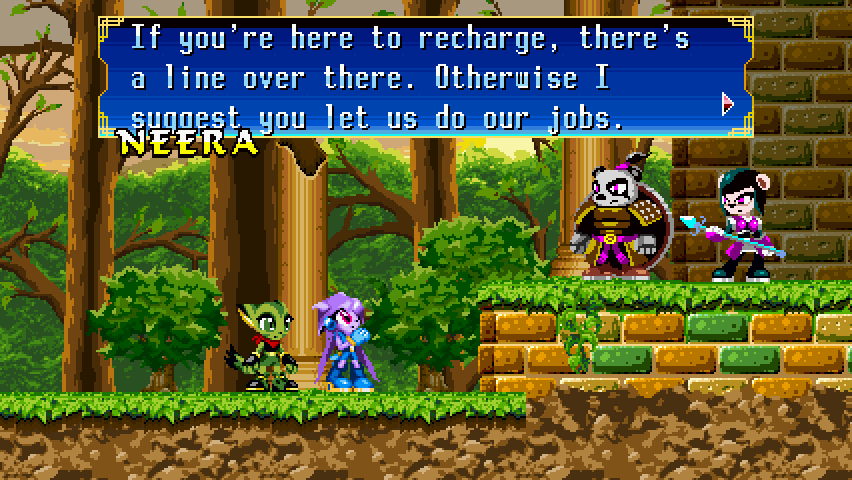
Cutscene van freedom planet

Een cutscene (tussenfilmpje) is een stuk in een computerspel waar de speler weinig tot geen controle over heeft. De scene onderbreekt de normale gameplay om te vorderen in de verhaallijn, nieuwe personages te introduceren, een sterkere band te creëren met de hoofdpersoon en het geven van belangrijke informatie. Cutscenes gebruiken vaak gewone graphics om een voorgeprogrammeerde scene af te spelen. Scenes kunnen echter ook geanimeerd of live-action zijn. Vooraf opgenomen video's die gebruikt worden in het spel worden full motion videos genoemd.

## Live-action cutscenes
Live-action cutscenes lijken erg op een normale film. Deze scenes zijn opgenomen met een camera en worden gespeeld door levende acteurs. Een goed voorbeeld hiervan is Command & Conquer: Red Alert 3.
Vaak gebruiken spellen die over een film gaan, zoals The Lord of the Rings spellen, stukken uit de film.
In de jaren 90 waren live-action cutscenes erg populair, maar sinds de moderne spellen steeds meer ruimte innemen op de desbetreffende dvd, wordt er steeds meer gebruikgemaakt van geanimeerde cutscenes.

## Geanimeerde cutscenes
Binnen de computergeanimeerde cutscenes bestaan er twee verschillende typen. Het eerste is de van tevoren opgenomen scene. Een goed voorbeeld hiervan is de serie Final Fantasy, waarbij scenes door de makers van tevoren ingame werden opgenomen. Van tevoren opgenomen scenes zijn over het algemeen beter van kwaliteit, maar het grootste probleem is dat deze scenes niet kunnen aanpassen aan het spel. Dus de speler zal niet zijn eigen gekozen kleding dragen in de scene.
Scenes die gerendeerd worden tijdens de gameplay hebben dus het voordeel dat ze zich kunnen aanpassen op het spel en de keuzes die de speler maakt. Deze scenes worden vooral veel gebruikt in het genre computerrollenspel, waar het spel zich vaak aanpast aan de keuzes van de speler, bijvoorbeeld Fable. De moderne spellen kunnen goed deze scenes integreren met de gameplay, waardoor het bij sommige spellen mogelijk is om de camera te bewegen tijdens de cutscene. Voorbeelden hiervan zijn Dungeon Siege, Metal Gear Solid 2: Sons of Liberty, Halo: Reach en Kane & Lynch: Dead Men.